# Ecsetfarkú nyestmedve
Az ecsetfarkú nyestmedve (Bassaricyon gabbii) az emlősök (Mammalia) osztályának ragadozók (Carnivora) rendjébe, ezen belül a mosómedvefélék (Procyonidae) családjába tartozó faj.

## Előfordulása
Kolumbia, Costa Rica, Ecuador, Nicaragua és Panama területén honos. Természetes élőhelye a trópusi esőerdő. A 2000 méteres magasságban is megtalálható.

## Megjelenése
Fej-testhossza 35–47 centiméter, a farokhossza 40–48 centiméter. Testtömege 1200-1400 gramm. Szőrzete a szürkés barnától a sárgásig terjed. A farkán halvány sávok láthatóak. Ennek az állatnak 40 darab foga van; a fogképlete a következő: {\displaystyle {\tfrac {3.1.4.2}{3.1.4.2}}}.

## Életmódja
Éjjel aktív. Magányos állat, de néha 6 egyedből álló csoportokban tömörül. Tápláléka madarak, kisebb emlősök, kétéltűek, hüllők, tojások, rovarok és egyéb szárazföldi ízeltlábúak, gyümölcsök, virágok és fanedv. A vadonban körülbelül 10 évig él.

## Szaporodása
Az ivarérettség 21-24 hónaposan kezdődik. A párzási időszak egész évben eltart. A 73-74 napig tartó vemhesség végén a nőstény csupán 155 grammos, csupasz és vak kölyöknek ad életet. A kölykök szeme 27 naposan nyílik ki. 2 hónaposan kerül sor az elválasztásra.